# 장막 (삼국지)
장막(중국어 정체자: 張邈, 간체자: 张邈, 병음: Zhāng Miǎo 장먀오[*], ?~195년)은 중국 후한 말의 정치인이다. 자는 맹탁(중국어: 孟卓, 병음: Mèngzhuō 멍줘[*])이며 재산을 풀어 곤궁한 이를 돕는 것으로 명성이 높았다. 군벌인 조조와 깊은 친분을 유지했으나 여러 사정으로 인해 여포를 받아들이고 연주 공방전을 벌이다 몰락하였다.

## 생애

### 천하의 명사
연주 동평국 수장현(壽張縣, 현재의 산둥성 랴오청시 양구현) 사람이다. 젊을 적부터 의협심이 있어 가난하거나 위급한 자들을 구제하는 데에 집안을 아낌없이 기울였다. 이에 재물로 타인을 구한다는 팔주(八廚) 중 한 명으로 이름이 높았으며 많은 선비들이 따랐다. 조조, 원소와도 교우하였다. 공부(公府)에 불려가 고제(高第)로써 기도위를 지냈다.
189년(중평 6년), 진류태수로 승진해 다른 관리들과 함께 동탁 토벌을 모의하였다. 마침 광릉태수로 있던 동생 장초도 와서 이를 상의하였다. 190년(초평 원년), 반동탁 연합군이 궐기하였다. 장막은 연주자사 유대, 예주자사 공주, 동군태수 교모, 장초, 장홍과 나란히 진류군 산조현(酸棗縣)에서 맹세하였다. 역시 연합군에 참여한 조조가 하남윤 성고현(成皋縣)으로 진격했으므로 장막이 위자를 붙여주었다. 위자는 형양현(滎陽縣)의 변수(汴水)에서 서영과 교전하다 전사하였고 조조는 패배하였다. 장막 등은 전진을 미적거리다가 식량이 다 떨어져 해산하였다.

### 친구
이전에 연합군의 맹주 원소가 교만했기에 올바른 도리에 따라 비판하였다. 원소는 조조더러 장막을 죽이라고 하였다. 조조는 ‘장막은 친한 벗이니 시비를 용납해야 하며 천하도 안정되지 않아 우리끼리 해쳐서는 안 된다’며 거부하였다. 장막이 조조를 더욱 은혜롭게 여겼다.
193년, 연주를 지배하던 조조는 서주목 도겸을 정벌하러 가면서 집안 사람들에게 ‘자신이 돌아오지 못하면 장막을 의지하라’고 하였다. 조조가 생환하여 장막과 서로 눈물을 흘리며 마주했을 정도로 그 친분이 깊었다. 한편 여포가 원소의 신세를 지고 있었는데 원소와의 사이가 틀어졌다. 원소는 여포를 제거하려 했고 여포는 그로부터 빠져나와 하내태수 장양에게 의탁했다. 그 길에 진류를 거쳐 가니 장막이 후대하고 깊은 교분을 맺었다. 원소는 지난 일도 있었거니와 장막을 더욱 미워하였다. 장막은 조조가 끝내 원소를 위해 자신을 칠까봐 두려웠다.

### 파국
194년(흥평 원년), 조조가 다시 도겸을 치러 갔다. 장초가 조조의 장수 진궁, 종사중랑(從事中郞) 허사·왕해(王楷)와 같이 조조에 모반하였다. 진궁이 장막을 설득하기를, “바야흐로 여러 영웅들이 들고일어나 천하가 나뉘었습니다. 군께선 많은 무리를 거느리고 사방이 적으로 통하는 땅에 서계십니다. 칼을 쥐고 주위를 살피기만 하면 족히 인걸이 될 수 있는데도 타인에게 속박만 당하고 있으니 어찌 비루하지 않다 하겠습니까! 지금 연주는 동쪽을 치느라 텅 비어있습니다. 그리고 여포는 장사로서 맞설 상대가 없을 정도로 싸움을 잘합니다. 여포와 함께 연주를 장악하고 천하 형세를 주시하며 때가 오기를 기다린다면 한 시대를 종횡할 것입니다.”라 하였다. 장막도 수긍하여 여포를 맞아들였다.
조조 대신 제음군 견성현(鄄城縣)에 남아 정무를 보던 순욱에게 유익(劉翊)을 보내 속이기를, ‘여포가 조조의 도겸 정복을 도우러 왔으니 조속히 군량을 보내달라’고 했으나 간파당했다. 장막과 진궁 등은 여포를 연주목으로 추대했으며 견성, 동아(東阿), 범(范) 등 몇 개 현을 제외한 대부분의 군현이 호응하였다. 다만 순욱의 신속한 대처 탓에 견성의 통모자들은 처단되고 예주자사 곽공(郭貢)의 협조도 받아내지 못했다.
여포는 동군 복양현(濮陽縣)을 거점으로 삼았고 조조는 급히 서주에서 회군하였다. 유리한 상황에서 백여 일을 교전했는데 가뭄에 황충(蝗蟲)이 덮쳐 곡식이 부족해지는 바람에 결판을 내지 못했다. 여포는 산양군으로 이동하였다. 195년, 2년간의 전쟁 끝에 결국 패하였다. 여포는 도겸 사후 서주를 통치하던 유비에게 투항하였고 장막도 이를 따라갔다. 이 때 장초는 진류군 옹구현(雍丘縣)에 남겨 가족을 돌보게 했다. 조조가 이마저 공격하였다. 장막은 원술에게 원군을 부탁하러 가던 도중 부하들에게 살해당했으며  진류에 남아있던 가족들도 몰살 당했다.

## 삼국지연의
사서가 아닌 소설 《삼국지연의》에서는 190년에 조조가 제후들에게 격문을 띄었는데 응하여 반동탁 연합군에 참가하였다. 
그 후, 194년에는 조조가 도겸을 공격하자 중재에 임하지만 거절하였다. 이때 자신에게 의탁하고 있던 진궁의 권유로 여포에게 연주를 바쳐 조조에게 반기를 들었고, 조조와 수없이 전투를 벌였으나 패하였다.
195년, 정도(定途)에서 조조군에게 패하자 원술에게 의탁하였다.

## 가계
- 동생 : 장초

## 섬긴 사람들
- 동방(董訪)
- 위자
- 유익(劉翊)
- 필심
- 조총(趙寵)

## 같이 보기
- 삼국지 인물 목록

## 참고 문헌
- 《삼국지》7권 위서 제7 여포장홍전
- 《후한서》75권 열전 제65 유언원술여포열전